# Claudio Baiocchi
Claudio Baiocchi (* 20. August 1940 in Gavignano; † 14. Dezember 2020) war ein italienischer Mathematiker. Er war Professor in Pavia und ab den 1990er Jahren Professor für höhere Analysis in Rom an der Universität La Sapienza.

## Forschung
Baiocchi befasste sich mit partiellen Differentialgleichungen und unter anderem mit Variationsungleichungen und Interpolation zwischen Banachräumen. 1971 wandte er diese auf ein Problem freier Ränder  in der Ausbreitung von Flüssigkeiten in porösen Medien an, mit Anwendungen im Grundbau (mit Hilfe der Baiocchi-Transformation). Er leistete auch Beiträge zur Frage, wann „schwache“ und „starke“ Erweiterungen von Differentialoperatoren zusammenfallen.
Später befasste er sich unter anderem mit dem Collatz-Problem, zellulären Automaten und Turingmaschinen.
1970 erhielt er den Premio Caccioppoli. Er war Mitglied der Accademia dei XL und der Accademia dei Lincei.

## Schriften
- mit Antonio Capelo: Variational and quasivariational inequalities. Applications to free boundary problems. Chichester/New York, Wiley 1984.
- Herausgeber mit Jacques-Louis Lions: Boundary value problems for partial differential equations and applications. Dedicated to Enrico Magenes, Elsevier-Masson, 1993
- mit anderen: Free boundary problems in the theory of fluid flow through porous media : a numerical approach, Pavia : Laboratorio di analisi numerica del Consiglio nazionale delle ricerche 1973
- mit anderen: Free boundary problems in the theory of fluid flow through porous media : existence and uniqueness theorems, Pavia : Laboratorio di analisi numerica del Consiglio nazionale delle ricerche 1973
- mit anderen: Fluid flow through porous media : a new theoretical and numerical approach, Pavia : Laboratorio analisi numerica del Consiglio nazionale delle ricerche, 1974
- mit A. Capelo: Disequazioni variazionali e quasivariazionali : applicazioni a problemi di frontiera libera, 2 Bände, Bologna : Pitagora, 1978.
- mit A. Capelo: Problemi quasivariazionali, Bologna : Pitagora, 1978
- mit A. Capelo: Problemi variazionali, Bologna : Pitagora, 1978.